# Fregenal de la Sierra
Fregenal de la Sierra è un comune spagnolo di 5 308 abitanti situato nella comunità autonoma dell'Estremadura.